# Carnaval de Macau (Rio Grande do Norte)

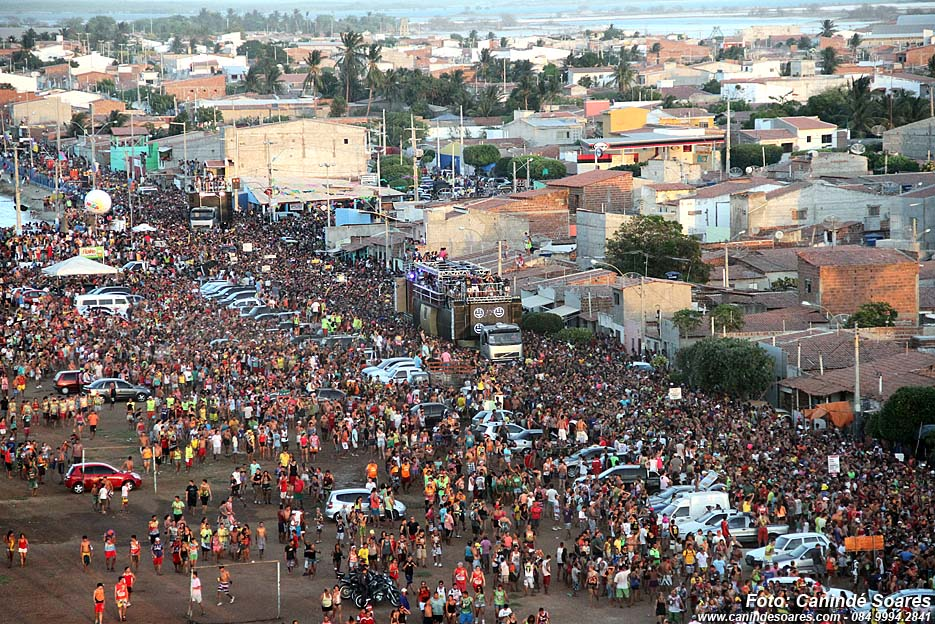
Bloco do mela-mela em desfile na avenida Pedro Lopes de Araújo, que compõe o anel viário da cidade de Macau. Durante o carnaval o anel viário integra o circuito de trios.

O Carnaval de Macau no Rio Grande do Norte, é a maior festa popular do referido estado situado no nordeste brasileiro. O evento é realizado na cidade de Macau, sendo considerado o maior e melhor carnaval do Rio Grande do Norte. O carnaval de Macau foi reconhecido por lei em 2018 como patrimônio cultural, imaterial e histórico do Rio Grande do Norte.
O carnaval de Macau é um evento carnavalesco que acontece anualmente na cidade de Macau no estado brasileiro do Rio Grande do Norte. A cidade de Macau é conhecida como "capital do sal" em função da forte atividade econômica de exploração de sal marinho desenvolvida na região. Macau fica a aproximadamente 184 km da capital do estado Natal/RN.
O carnaval de Macau é reconhecido pela sua história, pela importância econômica e, pela diversidade de ritmos que agitam as multidões nos diferentes pólos carnavalescos distribuídos pela cidade. Em função da grande ligação entre o porto de Macau e cidades como Recife e Rio de Janeiro no final do século XIX e inicio do século XX, o carnaval da cidade potiguar recebeu influência dos ritmos que embalavam os carnavais dos grandes centros urbanos do Brasil. Atualmente o frevo, forró, e o axé são os ritmos proeminentes na festa.
O bloco do mela-mela é a atração principal do carnaval de Macau, quatro trios elétricos saem às ruas da cidade nos quatro dias de festa, acompanhados por foliões em um circuito de 6 (seis) quilômetros, dançando e sujando uns aos outros com uma mistura de mel de engenho, farinha, manteiga, ovo e outros ingredientes.

### Origens
Com uma tradição carnavalesca de mais de um século de história, Macau, tem no seu carnaval um pouco de sua identidade. Formada basicamente por trabalhadores da pesca e das salinas, a cidade fundada em 1875, rapidamente se tornou centro econômico e cultural da região, o que permitiu o desenvolvimento de grandes manifestações culturais. A história do carnaval de Macau remete ao passado, mais precisamente ao início do século XX. O primeiro registro histórico do carnaval em Macau data de 1919, quando de acordo com Moura 2005, o jornal "O Imparcial" anunciava: “Amanhã das 5 às 7 horas da noite, a banda do 315 fará na praça da Conceição animada retreta, havendo “renhida” batalha de confetti e lança perfume”. 

### Primeira metade do século XX
A partir dos anos 1920, começaram a ser formados pequenos blocos de carnaval e escolas de samba na cidade, mas, as festas mais aguardadas eram os grandes bailes realizados no prédio da Intendência, clube da prefeitura, Remadores e Bar Rochedo, que, embalados pelo som dos saxofones, bombardinos, clarinetes, pistons, pratos e bombos, fizeram os macauenses dançar. Para além dos clubes, o quadro da Conceição (atual praça da conceição) com o seu famoso obelisco da independência foi um dos primeiros espaços carnavalescos da cidade, com festas celebradas com muito confete e serpentina.
Nesse período, o crescimento populacional e econômico de Macau, e sua ligação com grandes centros urbanos nacionais como Rio de Janeiro e Recife através do porto, promoveu a incorporação de características e ritmos musicais advindos desses locais, fazendo de Macau um caldeirão cultural efervescente. Emblemáticos blocos de carnaval como os Espanadores e Collete Azedo desfilaram pelas ruas de Macau, eles encantavam o público com as coreografias e, tornavam-se referência para a formação de novas agremiações, que décadas depois realizavam verdadeiros espetáculos pelas ruas da cidade. 

### Segunda metade do século XX
Entre as décadas de 1970 e 1980, com apresentações em forma de espetáculo de nível elevado, como apresentações teatrais, na avenida, blocos como “Os Bruxos” utilizavam além do frevo e fantasias, pólvora e outros artifícios para chamar atenção do público que se aglomerava pelas calçadas para prestigiar aquele momento, conquistando até torcida organizada no processo. Outros grupos tentavam se destacar pela música, “Os Sombras” sempre tinham como enredo um samba e “O Boi” usava forró, prostitutas, cachaça e letras bem-humoradas. A partir dos anos 1980, destacam-se os blocos "Equipicão" e "Jardim da Infância", blocos de maior capital, capaz de promover os arrastões independentes com grandes trios elétricos.
Nos anos 1970, quando apenas o carnaval de Salvador era conhecido por ter trios elétricos puxando as multidões, Macau inovou e também decidiu colocar o seu na rua, era uma Veraneio (um SUV da Ford) protegido por grade de madeira e com os músicos em cima. Logo após, os caminhões que eram estilizados com diferentes modelos (inclusive o de um foguete) passaram a ser utilizados, até que a prefeitura começou a contratar os grandes trios da Bahia.
O mela-mela, marca registrada do carnaval de Macau, é conhecido pelo famoso "banho de mel", onde milhares de pessoas saem nas ruas lambuzadas de mel de engenho. O mela-mela que inicialmente era feito com talco e maizena cresceu, e entre os muitos foliões, um pequeno grupo de amigos, inseriu o mel de engenho, ingrediente que rapidamente caiu no gosto do público e atraiu cada vez mais pessoas para o carnaval macauense. "Atualmente uma mistura de ovo, colorau, lama e tinta, além do mel de engenho garantem a diversão, de modo que quem entrar no trio inevitavelmente sairá melado."
Nos anos 1980, as festas que eram mais restritas aos clubes começaram a ser realizadas nas ruas e pela prefeitura, inclusive as festas noturnas, que passaram a ser realizadas na praça da conceição. Mas, até os dias atuais a tradição das festas nos clubes ainda continua com o “Baile da Saudade” realizado uma semana antes do carnaval, movido pelas bandas de frevo e as diversas fantasias dos foliões do passado. Outro projeto, o “Vai Pipocar Frevo” vem marcando presença desde 2002 na Praça da Conceição, promovendo o frevo no carnaval de Macau. Hoje, os blocos não apresentam o trabalho artístico do passado, utilizando apenas os abadás. 

### Atualidade
O carnaval de Macau atualmente possui características que o fazem se destacar entre as festas carnavalescas do Rio Grande do Norte, desde os grandes trios elétricos que invadem as ruas da cidade, os blocos de tratores e paredões que puxam os foliões no mela-mela, as escolas de samba, o frevo que rola solto na praça da conceição, a praia de Camapum que diverte banhistas e o largo de eventos que recebe nas quatro noites de carnaval uma multidão em grandes shows. Essa estrutura acompanhou o crescimento da festa que tanto quantitativamente como qualitativamente impressiona.
Ao longo dos meses de janeiro e fevereiro, Macau vira o palco da maior festa popular do estado do Rio Grande do Norte, trazendo para as ruas da cidade do sal milhares de pessoas que desejam se divertir. O carnaval de Macau começa ainda no mês de Janeiro com comemorações conhecidas como prévias de carnaval, uma espécie de ensaio geral para os quatro dias oficiais de folia. Destacam-se como os maiores momentos da festa a escolha do rei e da rainha do carnaval na praia de Camapum, a caravana do vale que reúne milhares de pessoas em um “cortejo” animado por trios elétricos que se inicia na cidade de Alto do Rodrigues e termina em Macau, o baile da saudade, que como falado anteriormente consiste em um baile à fantasia que revive os antigos carnavais da cidade e as festas nas praias de Diogo Lopes e Barreiras (distritos de Macau). Estes eventos sofrem alterações de data, local e formato de acordo com as necessidades e circunstâncias do período. 
A partir dos anos 2000 e inicio dos anos 2010, com o notório crescimento da festa, uma serie de mudanças foram realizadas na infraestrutura da cidade, adequando e ampliando os espaços que recebem milhares de pessoas ao longo do período carnavalesco. Atualmente as principais ruas e avenidas ocupadas para realização do evento são: Avenida Centenário, Avenida da Integração, Rua Pedro Lopes de Araújo, Avenida Vereador Francisco Rodrigues, Rua São José, Rua Barão do Rio Branco, Avenida Manoel Gonçalves, Rua Padre João Clemente, Rua São Vicente, Largo de Eventos Mestre Avelino e Praça da Conceição.
A festa por ser realizada em espaços públicos apresenta um público variado, que se apropria de diferentes formas destes espaços, fazendo inclusive festas dentro da grande festa, em suas casas, calçadas e ruas. Ao longo do tempo a realização do evento em diversos pontos da cidade imprimiu na paisagem as particularidades da festa em cada momento, inclusive incutindo no senso comum a ligação direta da paisagem de pontos da cidade associando-as ao carnaval.
O carnaval de Macau é uma festa que movimenta todo o município, mesmo os bairros mais afastados do centro e os distritos apresentam comemorações que dão o tom de grandiosidade do evento e faz com que toda a cidade participe. o carnaval da Cohab, com trios elétricos e os arrastões nos distritos de Barreiras e Diogo Lopes com o tradicional mela-mela, ao longo dos anos se consolidaram na programação oficial do carnaval, ampliando as atrações do evento. A praia de Camapum também é palco da festa, normalmente com programação nas manhãs dos quatro dias de carnaval, sendo a preparação para o circuito dos trios do mela-mela.
Para preservar a memória do carnaval de Macau, a cidade conta com o museu carnavalesco Colô Santana, detentor de grande acervo de imagens, textos, enfeites do carnaval, bem como de figurinos utilizados por escolas de samba da cidade. O museu está localizado no 1º andar do prédio da agência do Banco do Brasil. O nome é uma homenagem a Maria Santana, cozinheira e figura popular conhecida por todos como Colô Santana, sempre presente nas festas da cidade. O bloco da vitória, organizado por Colô e amigos é outra marca do carnaval macauense, que mesmo após o falecimento da foliã ilustre continua a alegrar as ruas da cidade, resgatando e preservando as características dos antigos carnavais.
Em 2018, um projeto de lei de autoria da Assembleia Legislativa do Rio Grande do Norte foi sancionado pelo governo do Estado, a lei Nº 10460 de 19 de dezembro de 2018, torna o carnaval de Macau patrimônio cultural, imaterial e histórico do Rio Grande do Norte. Sendo considerado de grande importância para a economia de toda a região, o evento tem papel fundamental no desenvolvimento da atividade turística e na geração de emprego. Com esta lei instituída, o carnaval de Macau passa a um novo patamar de reconhecimento, sendo possível realizar melhores investimentos para o crescimento da festa, bem como, garantir a preservação de seus aspectos.

### Escolas de Samba e Projeto "Vai Pipocar o Frevo"
Com grande influência de ritmos musicais como o samba e o frevo, o carnaval de Macau, para além do tradicional mela-mela com seus grandes trios elétricos que sacodem a cidade com o axé, também conta com escolas de samba e orquestras de frevo que animam o folião. As escolas de samba mais emblemáticas do carnaval macauense são: Ases do Ritmo, Imperadores do Samba, Portela de Paris, Beija Flor e Roda Moinho. Os grupos de Tribos de índios também contribuíram para a valorização do carnaval de Macau, destaque para as tribos Tabajara e Tupi Guarani, seus responsáveis eram Manoel dos índios e Inácio dos índios.
O projeto de maior proeminência dentro do carnaval de Macau, trouxe o frevo como referência para a festa, introduzindo um pólo dedicado a promoção do ritmo pernambucano. O projeto "Vai Pipocar o Frevo", baseado na tradição dos bailes carnavalescos e de carnavais antigos, marca a praça da Conceição como espaço festivo em que músicos e orquestras agitam os foliões. Importantes nomes são Leão Neto e Tião Maia, artistas que impulsionam a cultura macauense e todos os anos se apresentam na praça da Conceição.

### O carnaval de Macau na literatura
O carnaval de Macau, enquanto festa popular de maior expressão da cidade, é descrito e contado em diferentes obras, essa é uma lista dos principais trabalhos que fazem referência a festa macauense.
- Livro "Um Rio Grande e Macau: Cronologia da história geral" de Getúlio Moura[27], descreve os principais elementos da festa, desde os primeiros registros até a configuração do evento nos anos 2000.
- Livro "Memória de Macau" de Hélio Dantas[28], o autor fala sobre lembranças pessoais da cidade, incluindo o carnaval de Macau.
- Livro "Enquanto eu não te encontro" de Pedro Rhuas,[29] O carnaval de Macau é citado em razão de um personagem ser natural da cidade de Macau.